# Futbol'nyj Klub Chimiki Černihiv
Il Futbol'nyj Klub Chimiki Černihiv (in ucraino ФК «Хімік» Чернігів?), noto semplicemente come FK Chimiki Černihiv, era una società di calcio di Černihiv, in Ucraina.

## Storia
La squadra fu fondata a Černihiv nel 1950, durante il periodo sovietico, e rimane la squadra con un numero record di titoli di campionato di calcio dell'Oblast' di Černihiv. La squadra arrivò terza nel campionato ucraino di calcio amatoriale nel 1970 e nel 1975; nel 1976 vinse il titolo. Nel 1977 dal Chimiki furono prelevati alcuni giocatori importanti per rifondare il Desna Černihiv, squadra principale della città che si era sciolta. Il Chimiki ha vinto anche il campionato e Coppa di calcio dell'Oblast' di Černihiv nel 1985, 1986, 1987, 1991 e 1993.

## Stadio
La squadra ha giocato nell'attuale Centro sportivo Chimiki vicino alla fabbrica Cheksil, a 2-3 km dalla Stazione di Černihiv e al Monumento ai Soldati Liberatori in Piazza della Vittoria.

## Palmarès
- Campionato ucraino di calcio amatoriale

Vincitori (1): 1976
Terzo posto (2):, 1970, 1975
- Campionato di calcio dell'oblast di Chernihiv

Vincitori (15): 1967, 1968, 1969, 1970, 1971, 1972, 1973, 1974, 1975, 1976, 1985, 1986, 1987,  1991,  1993
- Coppa di calcio dell'Oblast di Černihiv

Vincitori (10): 1966, 1967, 1968, 1969, 1970, 1974, 1975, 1985, 1988